# سعيد الدوسري (لاعب كرة قدم مواليد 1990)
سعيد الدوسري، لاعب كرة قدم سعودي.

## مسيرة اللاعب
كانت بداياته مع نادي الشباب و انتقل إلى التعاون في عام 2016 و انتقل إلى نادي الحزم مطلع عام 2019 و انتقل إلى نادي الفتح في صيف 2019 و انتقل إلى نادي الكوكب في صيف 2020 و انتقل إلى نادي العروبة في صيف 2021 ولعب بعدها مع نادي الشعلة ونادي اللواء.

## روابط خارجية
- سعيد الدوسري على موقع Soccerway.com (الإنجليزية)
- سعيد الدوسري على موقع كووورة